# 大森かずえ
大森 かずえ（おおもり かずえ、1982年7月15日 - ）は、岡山県出身の美術家である。

## 来歴
幼少期から水墨画を描く母の影響を受け、日常的に絵を描くことに親しむ。美術系の高校を卒業後、東京学芸大学在学中には自ら企画運営を行い、積極的に個展やグループ展を主催する。
24歳の時、病気による治療で意識不明となり、記憶を失うという大きな転機を迎える。後遺症として全身に麻痺が残り、一時期は絵を描けない状況に直面するが、強い「描きたい」という思いからリハビリを経て油絵を制作。その作品は第34回近美春季展で大賞を受賞した。※なお、彼女の病気はすでに完治している。

### 芸術観
大森は、自己の内面的な揺らぎを表現することに重きを置き、「今」を世界に残したいという強い思想を持つ。彼女は、毎日変わる空や風景、感情を捉えながら、消えた記憶を辿りつつ描くことで、夢と現実を結びつけることを信じて創作を続けている。近代日本美術協会での大賞受賞を含む多くの受賞歴を有し、特に空をテーマとした風景画や肖像画に定評がある。

### 活動
大森は絵画制作に加え、デザインやディレクションも手がけるマルチプレイヤーであり、書籍の装丁デザインや挿絵イラストも数多く手がけている。近年は「食べる女子シリーズ」と称し、食べ物と人間の関係性をテーマにした作品群を発表。自身の摂食障害を背景に、人間と食べ物の関係を社会問題として考察し、アートを通じて様々なアウトプットを行っている。
特に、ハンバーガーを食べる着物姿の女性の絵が注目を集め、企業PRなどにも作品が採用されている。

## 受賞歴
- 第34回近美春季展 - 大賞
- 第34回近美展 - 新人努力賞
- 第35回近美春季展 - 奨励賞
- 第3回サムホール展 - 奨励賞
- 第37回近美展 - ニッカー賞
- 第4回サムホール展 - 奨励賞
- 第5回サムホール展 - 奨励賞
- 第38回近美展 - ターレンスジャパン賞
- 第39回近美春季展 - 新人推賞